# Jarkovice (Opava)
Jarkovice (německy Jarkowitz) jsou vesnice, součást města Opavy v Moravskoslezském kraji. Ves, ležící v Nízkém Jeseníku ve stejnojmenném katastrálním území, je součástí evidenční a městské části Vlaštovičky.

## Historie
První písemná zmínka o Jarkovicích pochází z roku 1349. Po zrušení patrimoniální správy v roce 1848 byly samostatnou obcí v okrese Opava. Ve druhé polovině 40. let 20. století byly přičleněny k sousedním Vlaštovičkám, s nimiž jsou od 1. ledna 1976 součástí Opavy. Jarkovice ztratily status evidenční části a jsou pouze základní sídelní jednotkou v rámci městské části Opava-Vlaštovičky, jejíž úřad je umístěn právě v Jarkovicích.

## Obyvatelstvo
| 1869 | 1880 | 1890 | 1900 | 1910 | 1921 | 1930 | 1950 | 1961 | 1970 | 1980 | 1991 | 2001 | 2011 |
| ---- | ---- | ---- | ---- | ---- | ---- | ---- | ---- | ---- | ---- | ---- | ---- | ---- | ---- |
| 201  | 231  | 224  | 209  | 211  | 206  | 217  | 187  | 195  | 148  | 131  | 198  | 199  | 167  |

## Pamětihodnosti
- kaple svatého Jana Nepomuckého

## Galerie

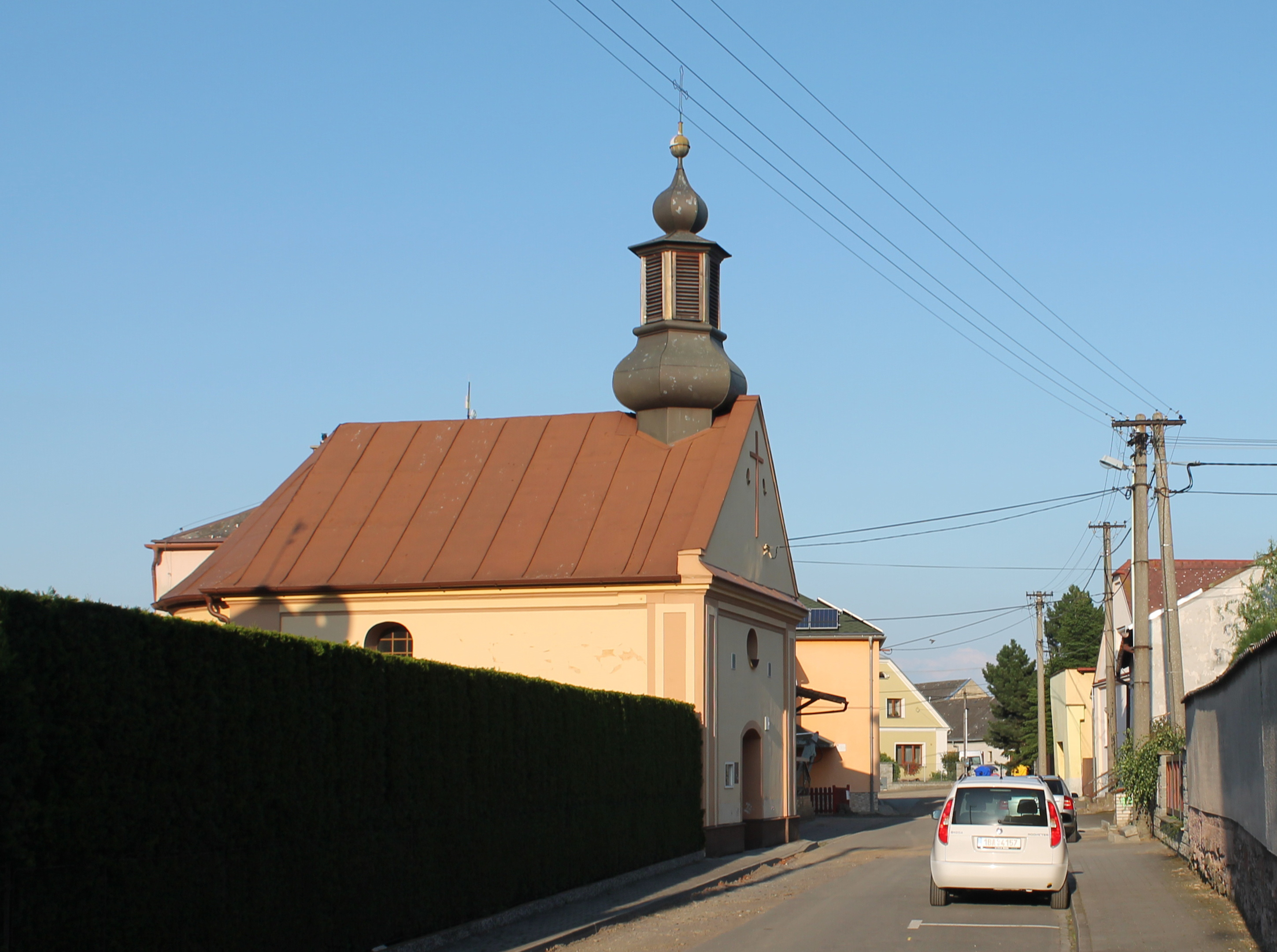
Kaple svatého Jana Nepomuckého
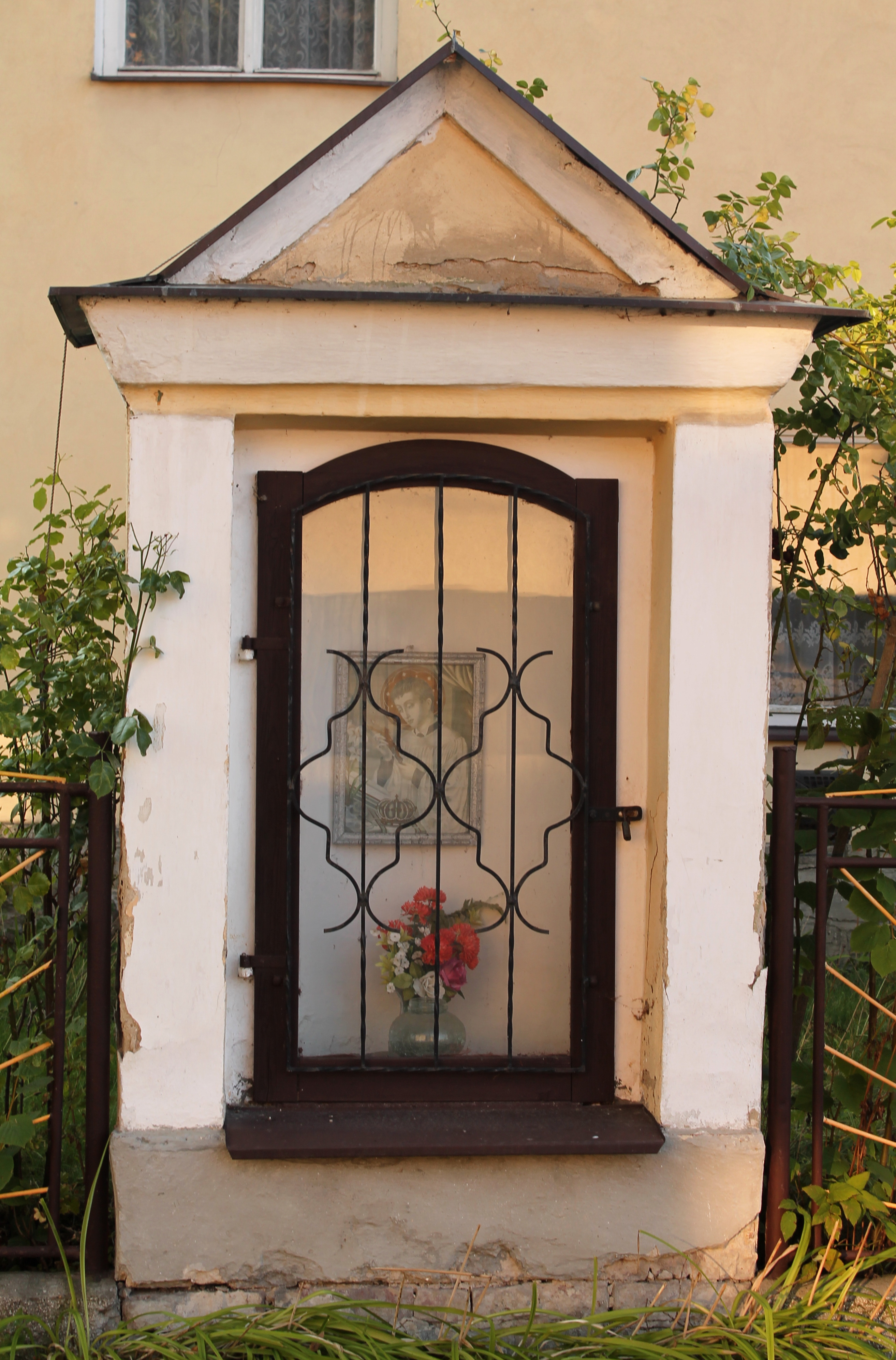
Výklenková kaple
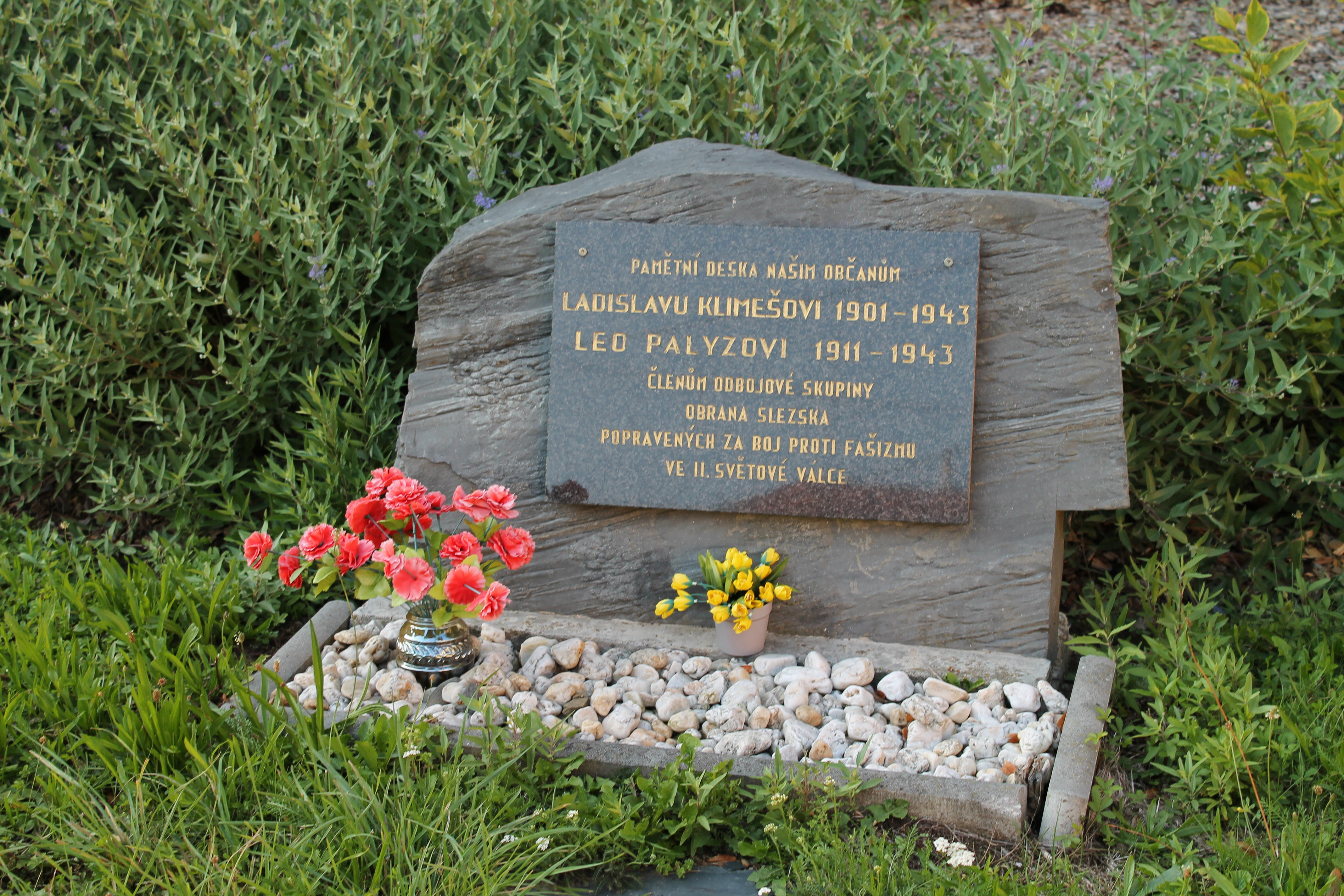
Pomník padlým
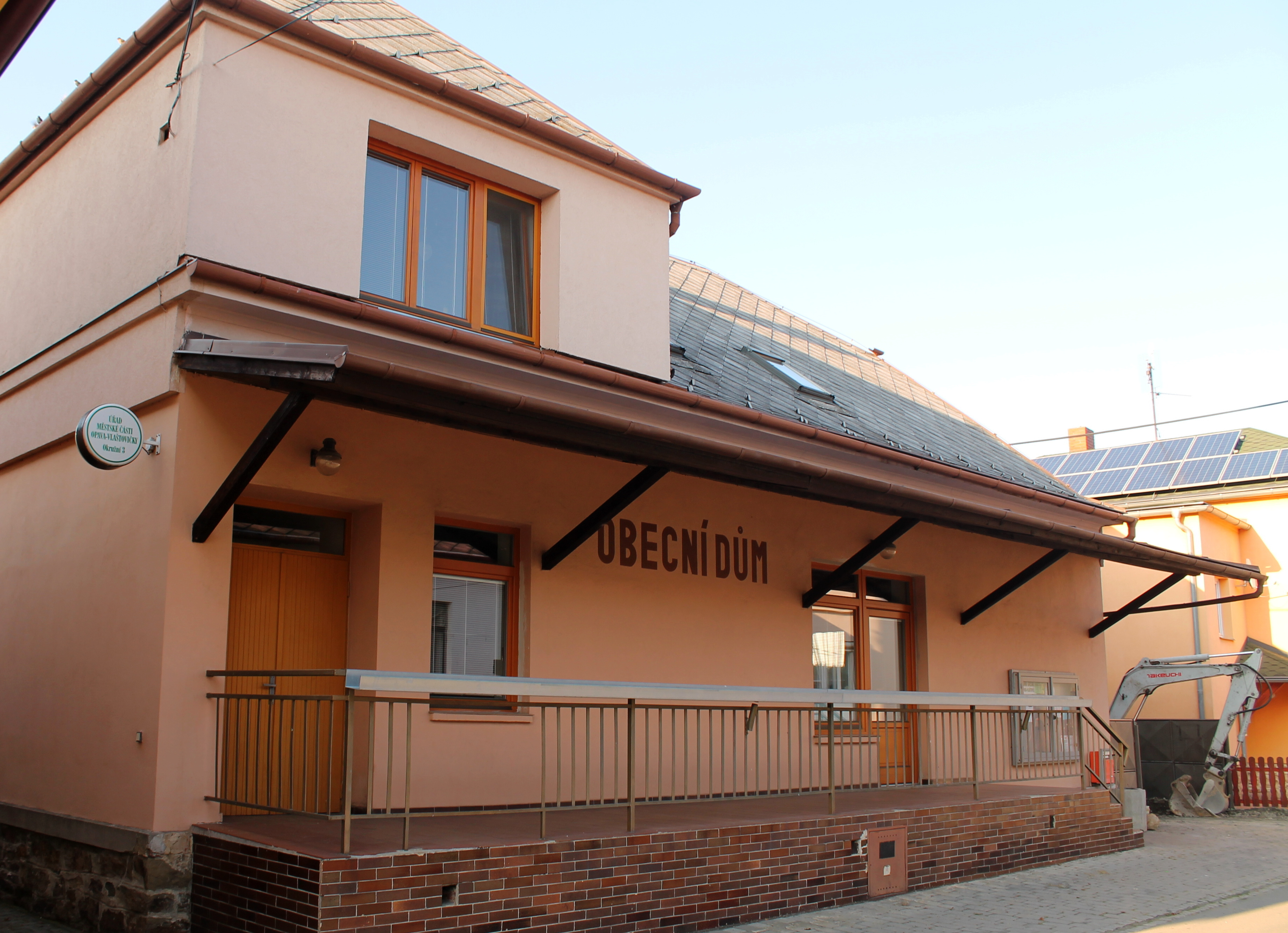
Úřad městské části Opava-Vlaštovičky
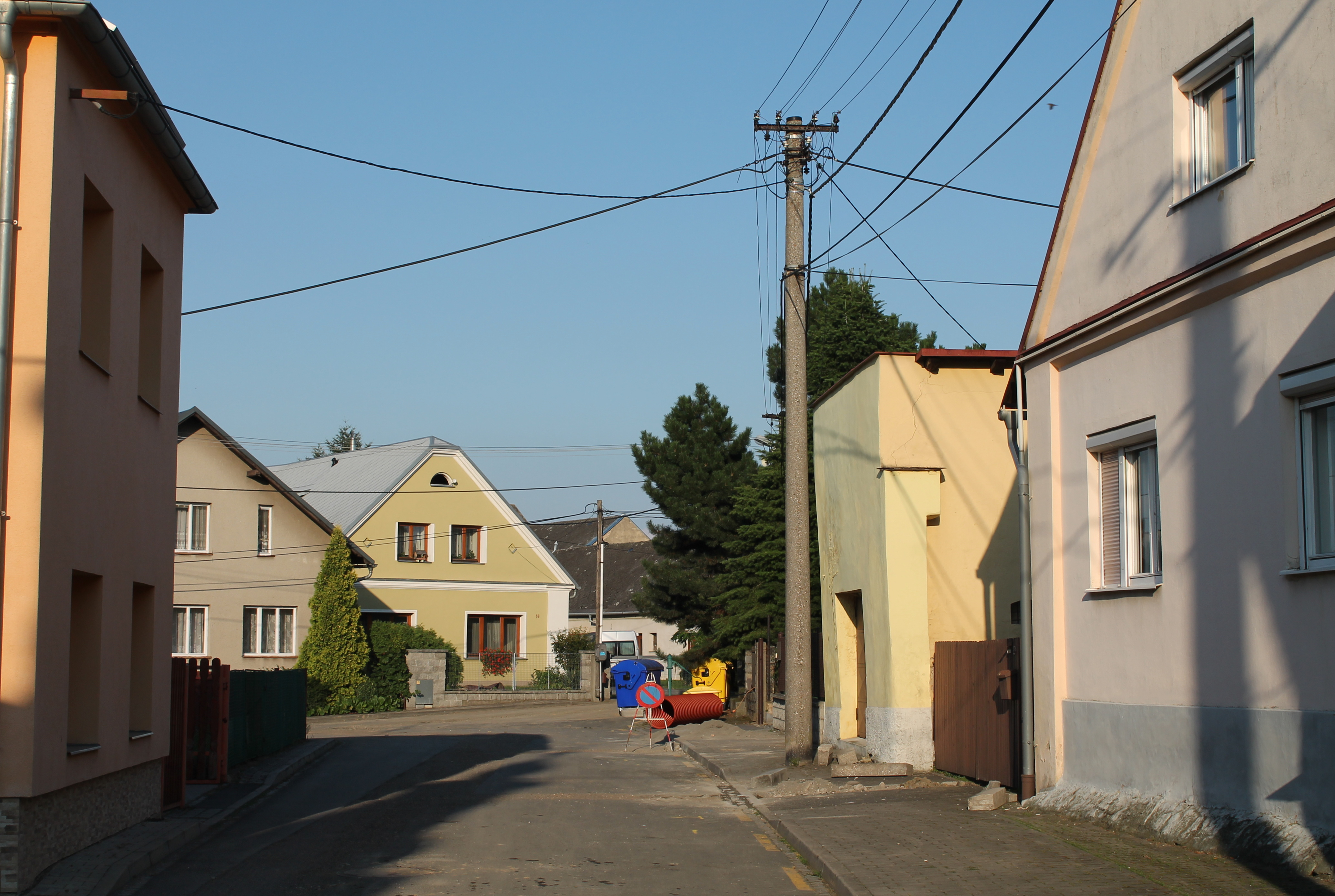
Ulice Okružní
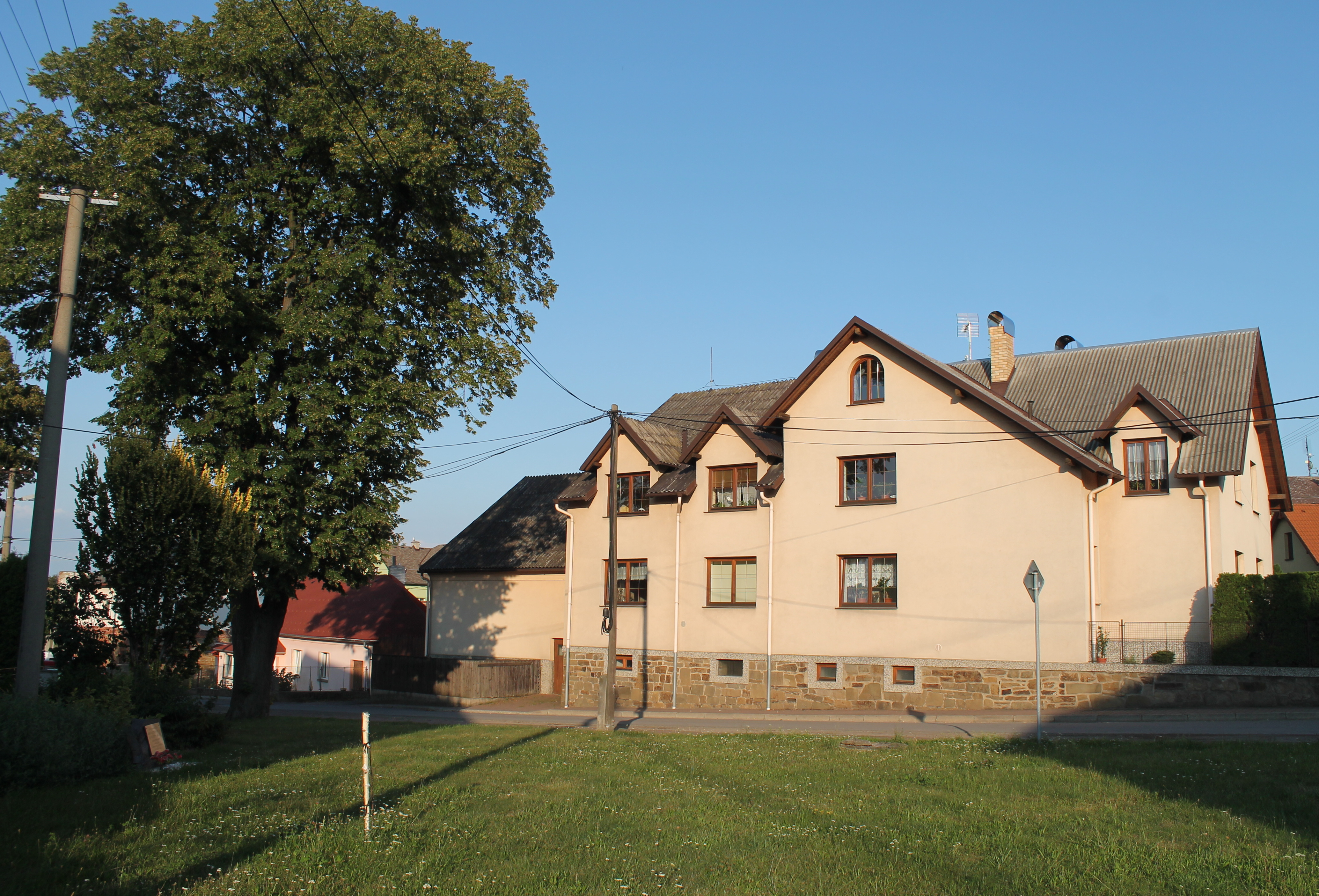
Ulice Jarkovická